# Paris–Roubaix 1962

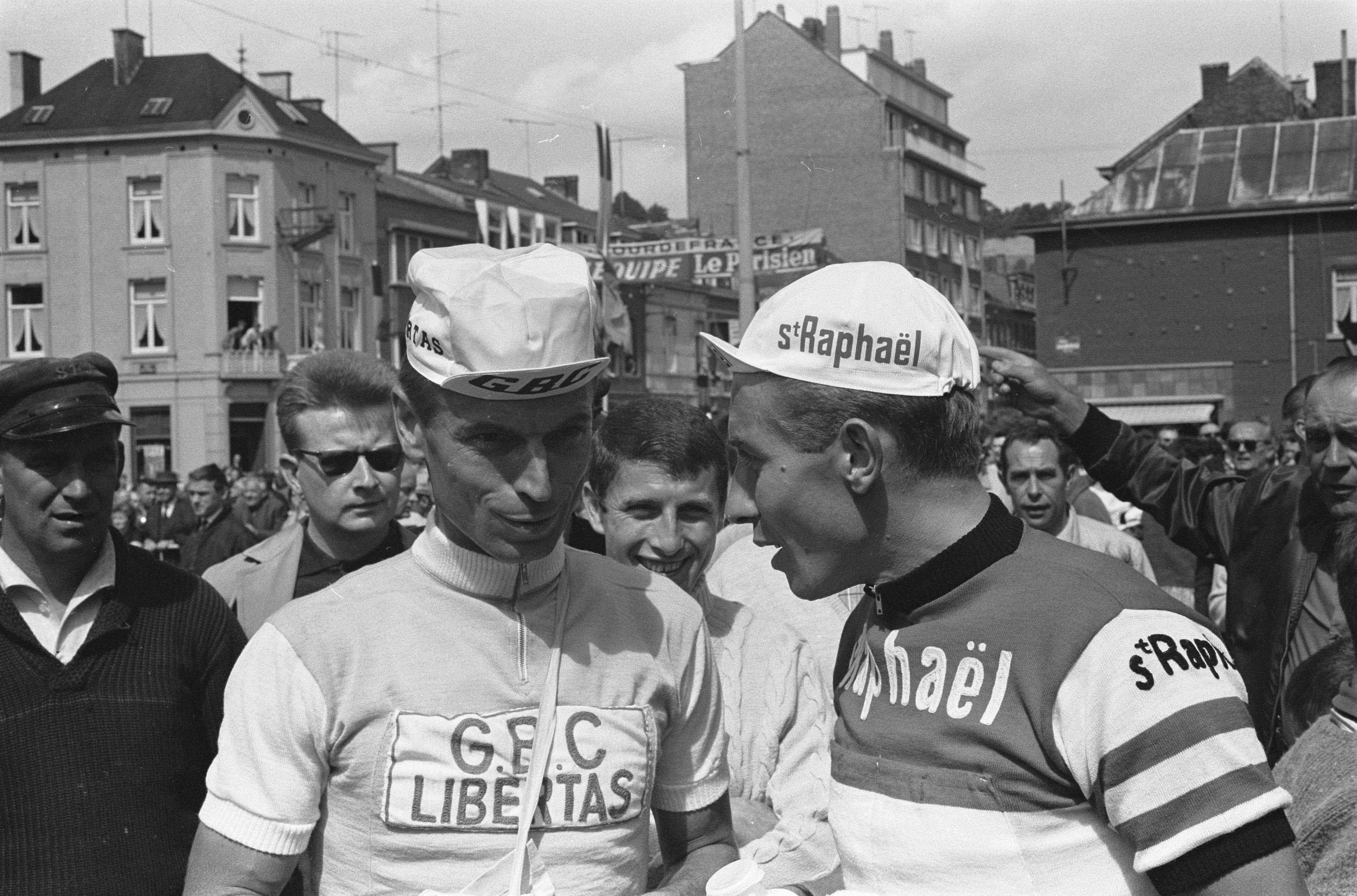
Rik van Looy (l.) im Gespräch mit Jacques Anquetil

Das Eintagesrennen Paris–Roubaix 1962 war die 60. Austragung des Radsportklassikers und fand am Sonntag, den 9. April 1962, statt.
Das Rennen führte von Saint-Denis, nördlich von Paris, nach Roubaix, wo es im Vélodrome André-Pétrieux endete. Die Strecke war 258 Kilometer lang. Es konnte sich 76 Fahrer platzieren. Der Sieger Rik Van Looy absolvierte das Rennen mit einer Durchschnittsgeschwindigkeit von 38,321 km/h.
19 Kilometer vor dem Ziel fuhren fünf Fahrer vorneweg: Raymond Poulidor, Rik Van Looy, Emile Daems, Frans Schoubben und Jef Planckaert. Die Gruppe arbeitete zusammen und konnte ihren Vorsprung weiter vergrößern. Am Stadtrand von Roubaix fuhr Poulidor eine Attacke, doch Van Looy konterte und konnte seinen zweiten Sieg in Folge bei Paris–Roubaix erringen.